# Paulina Veloso
Pour les articles homonymes, voir Veloso.
Paulina Eliana Veloso Valenzuela (née le 14 février 1957 à Concepción), est une femme politique chilienne. Elle est secrétaire générale de la présidence chilienne du 11 mars 2006 au 27 mars 2007.